# Guaraná Antarctica
Guaraná Antarctica és un refresc i marca registrada que pertany a AmBev i que fou fabricada al Brasil a partir del maig de 1921, per la llavors Companhia Antarctica Paulista, sota el nom de Guaraná Champagne Antarctica, passant a ser la primera empresa a comercialitzar aquesta mena de refrescos al país.
Com a conseqüència de la popularitat de la beguda, The Coca-Cola Company va acabar llançant també un producte amb gust de guaranà, anomenat "Kuat". Encara que totes dues marques competeixen aferrissadament al Brasil, a bona part del món es consumeix Guaraná Antarctica gràcies a una llicència de comercialització signada entre AmBev i la multinacional d'Atlanta.
El 2002 la marca es va convertir en l'espònsor oficial de la selecció de futbol del Brasil, en un contracte signat amb termini de 18 anys. En un dels seus anuncis el 2006, va incloure el futbolista argentí Diego Armando Maradona vestint la samarreta verda-groga de l'equip brasiler i cantant-ne l'himne nacional abans de despertar i adonar-se que tot havia estat un malson. La publicitat va ser força controvertida a l'Argentina. Un altre polèmic anunci de Guaraná Antarctica va ser un espot televisiu mostrant les plantacions de guaranà a la regió de l'Amazones, amb un narrador explicant el processament bàsic en la producció de Guaraná Antarctica a partir de l'arbre del guaranà. Al final de l'espot el narrador diu: «Ara pregunteu-li a Coca-Cola que mostri l'arbre de la coca…».
- Llaunes en un supermercat suec.
- Ampolla de plàstic PET d'1 litre.